# Artemisia sinanensis
Artemisia sinanensis là một loài thực vật có hoa trong họ Cúc. Loài này được Y.Yabe mô tả khoa học đầu tiên năm 1903.